# Nagari Lasi
Nagari Lasi is een bestuurslaag in het regentschap Agam van de provincie West-Sumatra, Indonesië. Nagari Lasi telt 5275 inwoners (volkstelling 2010).